# J. R. R. Tolkien
John Ronald Reuel Tolkien, CBE, FRSL, conhecido mundialmente por J. R. R. Tolkien (Bloemfontein, 3 de janeiro de 1892 – Bournemouth, 2 de setembro de 1973), foi um escritor, professor universitário e filólogo britânico, nascido na atual África do Sul, que recebeu o título de doutor em Letras e Filologia pela Universidade de Liège e Dublin, em 1954. É autor das obras como O Hobbit, O Senhor dos Anéis e O Silmarillion. Em 28 de março de 1972, Tolkien foi nomeado Comendador da Ordem do Império Britânico pela Rainha Elizabeth II.
Tornou-se filólogo e professor universitário, tendo sido professor de anglo-saxão (e considerado um dos maiores especialistas do assunto) na Universidade de Oxford de 1925 a 1945, e de inglês e literatura inglesa na mesma universidade de 1945 a 1959. Mesmo precedido de outros célebres escritores de fantasia e ficção, tais como Júlio Verne, Edgar Rice Burroughs, Robert E. Howard, E. R. Eddison e William Morris, devido à grande popularidade do seu trabalho, Tolkien ficou conhecido como o "pai da moderna literatura fantástica" e é amplamente considerado como um dos maiores e sem dúvida o mais bem sucedido autor da literatura fantástica de todos os tempos. Tolkien foi indicado duas vezes ao prêmio Nobel da literatura, a primeira vez em 1961, pelo seu amigo C.S.Lewis, e a segunda em 1967, pelo sueco Gösta Holm. Entretanto, não foi premiado.
As suas obras foram traduzidas para mais de cinquenta idiomas, vendendo mais de 200 milhões de cópias e influenciando continuadamente gerações e gerações. Em 2008, The Times listou Tolkien como o sexto entre os maiores escritores Britânicos desde 1945. Em 2009, a revista Forbes listou as 13 celebridades mortas que mais lucraram no respectivo ano. Tolkien alcançou a quinta posição, com ganhos estimados em 50 milhões de dólares.

## Biografia
Tolkien nasceu em Bloemfontein, na República do Estado Livre de Orange, na atual África do Sul, e, aos três anos de idade, com a sua mãe e irmão, passou a viver na Inglaterra, terra natal de seus pais. Desde pequeno fascinado pela linguística, fez a licenciatura na faculdade de Letras em Exeter. Participou ativamente da Primeira Guerra Mundial, e logo depois começou a escrever os primeiros rascunhos do que se tornaria o seu "mundo secundário", complexo e cheio de vida, denominado Eä, palco das suas mundialmente famosas obras como O Hobbit, O Senhor dos Anéis e O Silmarillion, esta última, sua maior paixão, postumamente publicada, que é considerada a sua principal obra, embora não a mais famosa.

### A família Tolkien
Recuando no passado até onde se pode, a maioria dos parentes paternos de Tolkien eram artesãos. A família teve origem na Saxônia (Alemanha), mas viveu na Inglaterra desde o século XVII, tornando-se "rápida e intensamente inglesa (mas não britânica)".
O sobrenome Tolkien é um anglicismo de Tollkiehn (em alemão, tollkühn, temerário, imprudente, que em uma tradução etimológica deveria ser dull-keen, algo como estúpido-sagaz, uma tradução literal de oxímoro; no conto The Notion Club Papers, Tolkien cria um personagem com o nome John Jethro Rashbold, fazendo piada com o seu próprio nome, já que Jethro e Reuel são nomes do mesmo personagem bíblico, o sogro de Moisés). Mesmo sendo um Tolkien, considerava-se mais um Suffield (a sua família materna) do que propriamente um Tolkien.
Aos três anos parte, com a sua mãe, Mabel Suffield, dona de casa, e com o seu irmão, Hilary Arthur Reuel Tolkien, para a Inglaterra, onde pretendiam passar apenas uma temporada, devido a questões de saúde de Mabel e dos seus filhos, mas, devido à morte de seu pai, eles ali permaneceram por toda a vida. O pai, Arthur Tolkien, um bancário que trabalhava para o Bank of Africa, contraiu febre reumática e morreu em 1896 no Estado Livre de Orange, antes de poder juntar-se à família, e foi enterrado na África. Em 1900 a situação financeira da família complicou-se. Mabel Suffield fazia parte da Igreja Anglicana, e quando decidiu tornar-se católica, a sua família cortou a ajuda financeira que lhe dava, e assim ela morreu, por diabetes, sem tratamento na época. Tolkien, que considerava esse fato um sacrifício da mãe em nome da fé, converteu-se ao Catolicismo, religião na qual permaneceu até o fim da vida, tornando-se um católico fervoroso.
Tolkien e seu irmão foram entregues então aos cuidados do Padre oratoriano Francis Xavier Morgan C.O., que Tolkien mais tarde descreveu como um segundo Pai, e aquele que lhe ensinara o significado da caridade e do perdão.
Conheceu Edith Bratt em 1908, quando ele e seu irmão Hilary foram alojados no mesmo local que a jovem, três anos mais velha, e os dois começam a namorar às escondidas. Entretanto, o seu tutor, o Padre Francis Morgan, descobriu a situação e, acreditando que este relacionamento fosse prejudicar a educação do rapaz, proibiu-o de vê-la até que completasse vinte e um anos, quando Tolkien alcançaria a maioridade. Na noite do seu vigésimo primeiro aniversário, Tolkien escreveu a Edith, e convenceu-a a casar-se com ele, apesar de ela já estar comprometida, e também a converteu ao catolicismo. Juntos eles tiveram quatro filhos: John Francis Reuel Tolkien (1917–2003), Michael Hilary Reuel Tolkien (1920-1984), Christopher John Reuel Tolkien (1924-2020) e Priscilla Anne Reuel Tolkien (1929-2022).
Tolkien era um pai dedicado. Essa característica mostrava-se bastante clara nos livros, muitas vezes escritos para os seus filhos, como Roverandom, escrito quando um deles perdeu um cachorrinho de brinquedo na praia. Além disso, Tolkien mandava todos os anos cartas do Papai Noel quando os filhos eram mais jovens. Havia mais e mais personagens a cada ano, como o Urso Polar, o ajudante do Papai Noel, o Boneco de Neve, Ilbereth (um nome semelhante ao da rainha Elbereth, a Valië), sua secretária, e vários outros personagens menores. A maioria deles contava como estavam as coisas no Pólo Norte. Mestre Gil de Ham foi também uma história contada para entreter os filhos.

### A vida na sua obra

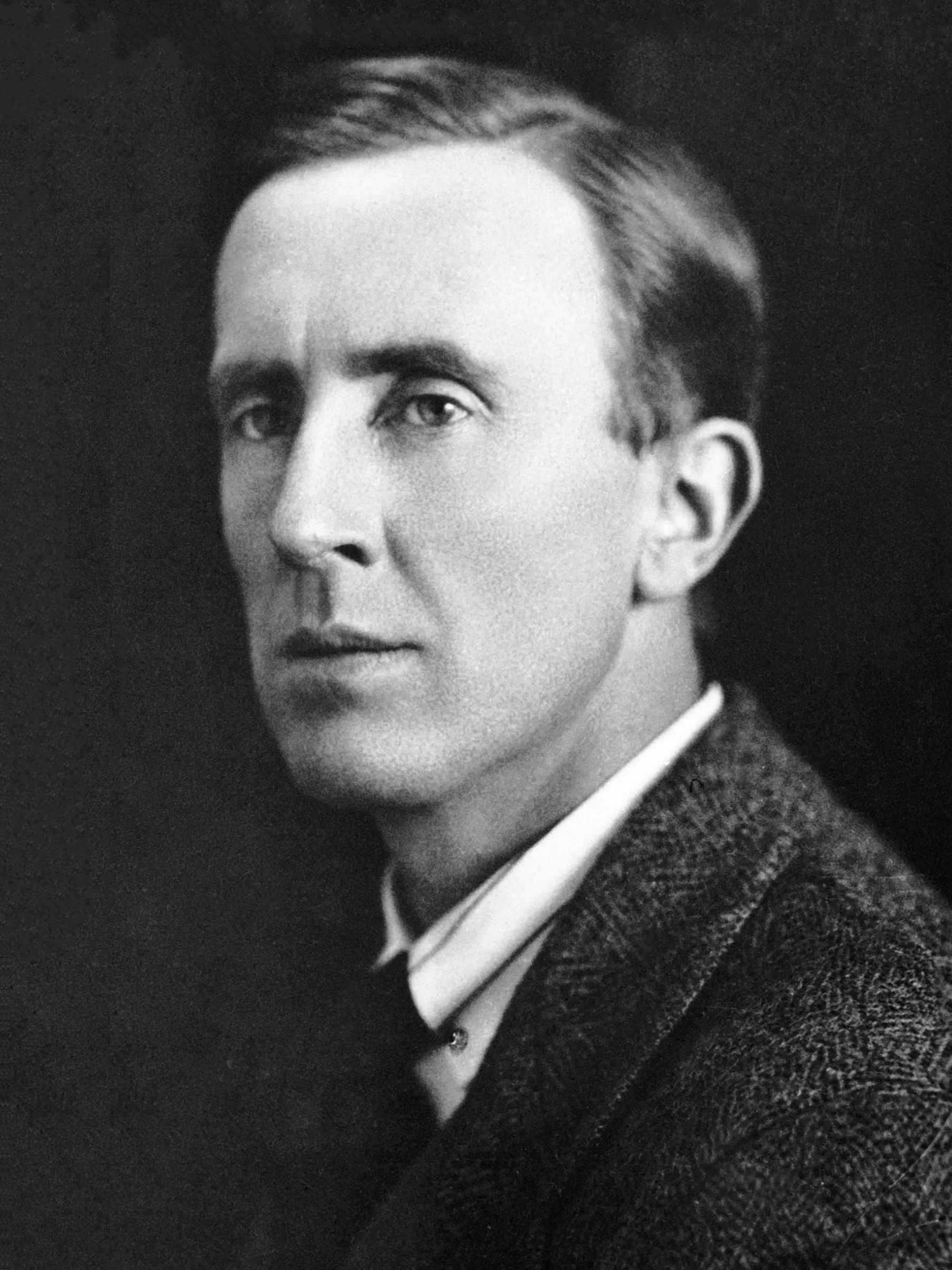
Tolkien na década de 1940

A infância de Tolkien teve duas realidades distintas: a vida rural em Sarehole, ao sul de Birmingham, lugar que inspirou o famoso Shire (Condado), e o período urbano, na escura Birmingham, onde iniciou os seus estudos. Nesta frase, Tolkien fala sobre Sarehole: "a ancestral Sarehole há muito que se foi, engolida pelas estradas e por novas construções. Mas era muito bonita, na época em que vivi lá...".
Ainda criança, mudou-se para King's Heat, numa casa próxima de uma linha de trem. Foi aí que ele começou a desenvolver uma imaginação linguística, motivada pelos estranhos nomes das estações do percurso, tais como Nantyglo, Perhiwceiber e Seghenydd. Sua infância foi muito marcada pelos contos de fadas, que estimularam sua imaginação para o Faërie, o Belo Reino, como ele se referia ao mundo dos seres fantásticos.
Em 1900, a sua mãe abraçou a religião católica, fato que o influenciou profundamente, mesmo sem a menção direta de Deus na sua obra (Tolkien representa Deus por Eru, o qual cria todo o Universo e os seres que lá habitam). Tolkien disse que os mitos não-cristãos guardavam em si elementos do Grande Mito, o Evangelho, que refletiam o Mundo Primário, isto é, o mundo real, fato este que não vai contra a Igreja Católica.
A sua mãe Mabel mostrou-lhes, a ele e ao seu irmão, os contos de fadas em línguas como o latim e o grego. Desde a morte da mãe, quando os irmãos passaram aos cuidados de Francis Morgan, o rapaz dedicou-se aos estudos demonstrando grande talento linguístico. Estudou grego, latim, línguas antigas e modernas, como o finlandês, que serviu de base para criação do idioma élfico quenya e o galês, base para o outro idioma élfico, o Sindarin. Em 1905 os órfãos mudaram-se para a casa de uma tia em Birmingham. Em 1908 deu início à carreira acadêmica, ingressando no Exeter College, da Universidade de Oxford.
Em 1914, ano em que começou a Primeira Guerra Mundial, Tolkien ficou noivo de Edith Bratt. No ano seguinte, recebeu, com honras, o diploma de licenciatura em Literatura em Língua Inglesa. A graduação e os méritos não o libertaram da convocatória militar e, em 1916, depois de casar-se com Edith Bratt, foi chamado para a guerra. Tolkien sobreviveu à Batalha do Somme (província de Soma), uma malsucedida incursão na França e Bélgica, onde morreram mais de 500 mil combatentes. Em 1917, nasceu o seu primeiro filho, John Francis Reuel Tolkien (mais tarde o padre católico John Tolkien) e no ano seguinte, depois de contrair tifo, J. R. R. Tolkien foi enviado de volta a Inglaterra. Foi neste período que iniciou o Livro dos Contos Perdidos, que mais tarde se converteu em O Silmarillion, em 1919, quando ele retornou a Oxford.
Depois do fim da guerra, Tolkien dedicou-se ao trabalho acadêmico como professor, tornando-se um grande e respeitado filólogo. Nesta mesma época ingressou na equipe formada para preparar o New English Dictionary, o equivalente inglês do dicionário brasileiro Aurélio. O projeto já havia chegado à letra W, e o seu supervisor, impressionado com o trabalho de Tolkien, afirmou que "[o trabalho de Tolkien] dá provas de um domínio excepcional de anglo-saxão e dos fatos e princípios da gramática comparada das línguas germânicas. Na verdade, não hesito em dizer que nunca conheci um homem da sua idade que se igualasse a ele nesses aspectos".
Mas foi só em 1925, depois do nascimento de seus filhos Michael Hilary Reuel Tolkien e Christopher John Reuel Tolkien, que Tolkien publicou seu primeiro livro, com E. V. Gordon: Sir Gawain & the Green Knight, baseado em lendas do folclore inglês. A sua filha mais nova, Priscilla Anne Reuel Tolkien, nasceria cinco anos mais tarde.

### Tolkien e as sociedades

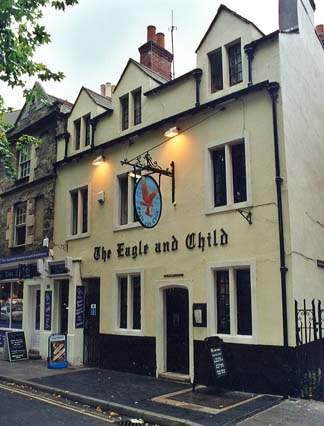
O pub The Eagle and Child

Tolkien foi muito ligado a sociedades. Nas que participou, a literatura era o tema fundamental, algo que o ajudou na criação de suas obras, pois nestas sociedades encontrou seu primeiro público e encorajadores.
Em sua juventude, a sua primeira sociedade foi a T.C.B.S. (Tea Club, Barrowian Society), formada por Tolkien e três amigos. Não era dedicada apenas a literatura, mas ela estava presente. A Primeira Guerra Mundial dissolveu o grupo, matando Rob Gilson, e algum tempo depois G. B. Smith. Os dois restantes, Christopher Wiseman (inspiração para o nome do terceiro filho de Tolkien) e Tolkien, foram amigos até o fim da vida de Wiseman.
G. B. Smith, pouco depois da morte de Rob Gilson, disse que "a morte pode nos tornar repugnantes e indefesos como indivíduos, mas não pode acabar com os quatro imortais!".
Anos depois, fundada por Tolkien, The Coalbiters se dedicava à literatura nórdica, muito apreciada por Tolkien, que incluía Beowulf e o Kalevala, por exemplo. Chamavam-se de Kolbitars, ou, "homens que chegam tão perto do fogo no inverno que mordem carvão", o que originou no nome Coalbiters (mordedores de carvão). Entre seus membros estavam R. M. Dawkins, C. T. Onions, G. E. K. Braunholz, John Fraser, Nevill Coghill, John Bryson, George Gordon, Bruce McFarlane e C. S. Lewis, autor das As Crônicas de Nárnia.
Outro grupo de que participava era chamado The Inklings, também dedicado à literatura, que se reunia no pub The Eagle and Child (em português A Águia e a Criança) que os integrantes chamavam O Pássaro e o Bebê (The Bird and Baby em inglês). Os Inklings incluíam C. S. Lewis e seu irmão H. W. Lewis, Charles Williams, Owen Barfield e Hugo Dyson.

### Relação com C. S. Lewis
Cristão convicto e católico apostólico romano, Tolkien foi amigo íntimo de C.S. Lewis, autor de “As Crônicas de Nárnia”, ambos membros do grupo de literatura The Inklings. Juntos planejaram, na década de 1940, escrever um livro sobre a língua, que seria publicado na década seguinte. O livro, que se chamaria "Linguagem e Natureza Humana", no entanto, nunca chegou a ser publicado.
Tolkien e Lewis foram grandes amigos durante décadas, até que a amizade se desgastou em razão de diversos motivos. Na época da morte de Lewis (em 1963) eles já não se falavam por quase dez anos. A amizade entre os dois escritores foi explorada no livro O Dom da Amizade: Tolkien e C. S. Lewis. A publicação de O Senhor dos Anéis foi muito incentivada por Lewis, que aliás foi um dos primeiros a ouvir a história, juntamente com Christopher Tolkien. Tolkien jamais deixou de admirar Lewis como amigo, embora não gostasse da maioria de seus livros, em especial As Crônicas de Nárnia, que entendia como sendo alegórico e infantil demais.

### "Numa toca no chão vivia um hobbit"
A ideia de seu primeiro grande sucesso, O Hobbit, surgiu em 1928, enquanto Tolkien examinava documentos de alunos que queriam ingressar na Universidade e Tolkien contou que "um dos alunos deixou uma das páginas em branco – possivelmente a melhor coisa que poderia ocorrer a um examinador – e eu escrevi nela: Numa toca no chão vivia um hobbit, não sabia e não sei por quê".
Foi a partir desta frase que ele começou a escrever O Hobbit, somente dois anos depois, mas o abandonou a meio.

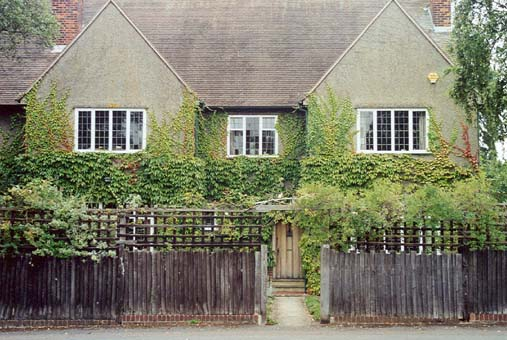
Casa de Tolkien, na Nothmoor Road 20, Oxford. Lugar onde escreveu O Hobbit e O Senhor dos Anéis

Tolkien emprestou o manuscrito incompleto para a reverenda Madre de Cherwell Edge na época, quando esta estava doente, e ele foi visto por Susan Dagnall, uma bacharel de Oxford, que trabalhava para Allen & Unwin (comprada em 1990 pela Editora Harper Collins) e analisado depois por Rayner Unwin (filho de Stanley Unwin, fundador da Allen & Unwin, na época com 10 anos de idade) que ficou maravilhado com a história. Dagnall ficou tão encantada com o material que encorajou Tolkien para que ele terminasse o livro, e em 1937 é publicada a primeira edição de O Hobbit.
A saga do hobbit Bilbo – um ser baixo, pacato, de pés peludos e grandes, que se aventura na Terra Média ao lado do mago Gandalf e mais treze anões – teve tanto sucesso que Tolkien foi sondado para novas aventuras. Tolkien oferece O Silmarillion, que ele considerava a sua principal obra, pese embora o fato de que, mesmo hoje, não seja a mais conhecida. Stanley Unwin preferiu não arriscar e não publicou a obra. Mesmo depois da recusa, Tolkien concordou em continuar a saga dos hobbits e começa a dar forma a uma nova obra, que lhe consumiu doze anos de trabalho desde os primeiros rascunhos até a sua conclusão, mas que o tornaria um dos mais conceituados escritores de todos os tempos: O Senhor dos Anéis.
O elo para a nova aventura surge no Anel que Bilbo roubara de Gollum em O Hobbit. Os primeiros rascunhos da obra datam de 1937, mas devido ao seu perfeccionismo, que o impelia a ter de fazer vários rascunhos para cada uma de suas obras, foi somente em 1949 que O Senhor dos Anéis foi para as mãos de sua editora. Durante este longo tempo, Tolkien também escreveu Leaf by Niggle em que o autor se manifesta de forma autobiográfica, projetando-se em Niggle, com suas dúvidas sobre o trabalho que estava escrevendo, "O Senhor dos Anéis", e sua relevância. Em princípio o texto foi recusado, pois a ideia de Tolkien era lançar dois volumes, sendo eles "O Silmarillion" e "O Senhor dos Anéis", já que ele os considerava interdependentes e indivisíveis. Entretanto o editor da Collins, uma outra editora, havia gostado da ideia e começou a encorajar Tolkien a publicar os livros pela editora Collins. Depois de grande atraso na publicação, Tolkien perde a paciência e desiste do acordo. Posteriormente, após algumas conversas com Rayner Unwin (já adulto e trabalhando na empresa do pai, Rayner foi um dos que recebiam os rascunhos de "O Senhor dos Anéis" de Tolkien ao longo de sua composição), a decisão da Allen & Unwin foi reconsiderada e, em 1954, foram publicados os dois primeiros volumes, A Sociedade do Anel e As Duas Torres. Em 1955, foi publicado o terceiro e último volume, O Retorno do Rei. A ideia original era lançar a obra toda num único volume, mas para baixar os custos de impressão, foi dividida em três volumes.
Esse livro consolidava então o que Tolkien chamava de "Mundo Secundário", com novas normas, novos povos, uma realidade à parte: Arda, o cenário de uma das maiores obras literárias de todos os tempos. "Arda" é a Terra, povoada por seres fantásticos, como os valar, os maiar, e os mais conhecidos, hobbits, elfos, anões, trolls, orcs e cercada de mistérios e magia.

[Criei] um Mundo Secundário no qual sua mente pode entrar. Dentro dele, tudo o que ele relatar é "verdade": está de acordo com as leis daquele mundo. Portanto, acreditamos enquanto estamos, por assim dizer, do lado de dentro.

Tolkien
Apesar dos ataques da crítica, o livro teve grande sucesso dos dois lados do Atlântico, mas seus livros só alcançaram a classe de culto nos anos 1960, devido ao fato de sua obra ter se tornado quase uma obsessão entre os universitários dos Estados Unidos, com a chegada de uma edição pirata norte-americana nesse país.
O nome de Tolkien ganhou notoriedade mundial, fato este que provocava mais transtornos que prazer ao autor, pois visitantes excêntricos afluíam ao seu encontro: fãs norte-americanos telefonavam-lhe durante a madrugada sem se lembrar do fuso horário por exemplo. Tais fatos tiveram grande peso em sua decisão de se mudar para Bournemouth.

### Exímio linguista

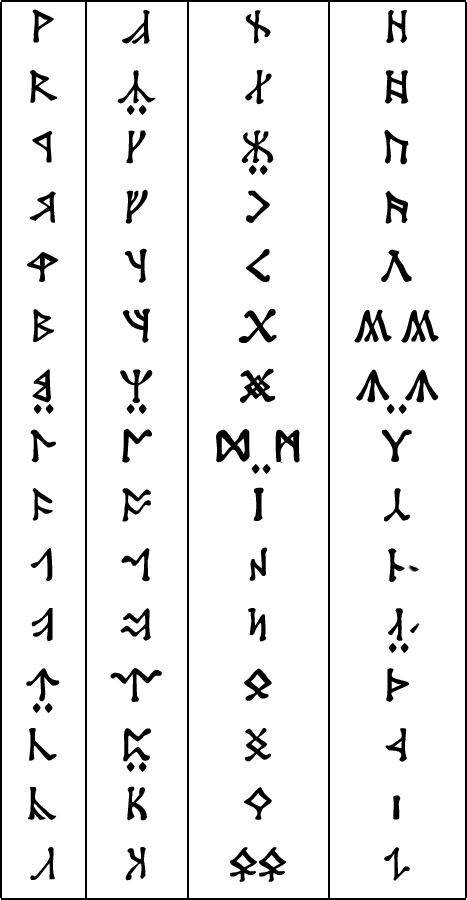
Alfabeto rúnico criado por Tolkien, chamado Angerthas ou Cirth

Tolkien era um homem apaixonado por idiomas. Quando criança se encantava com nomes galeses que via nos caminhões de carvão. Com suas primas aprendeu rapidamente uma língua artificial e bem simples criadas pelas garotas, chamada Animálico, com base nos nomes de animais. Juntos criaram outra língua, uma mistura de vários outros idiomas. Chamava-se Nevbosh, traduzido como Novo Disparate. Mais tarde criou o Naffarin, mais complexa e baseada na língua de seu tutor padre Francis Morgan: o espanhol.
Tolkien, em dezembro de 1910, tornou-se aluno do curso de literatura clássica na Universidade de Oxford, onde obteve uma bolsa de estudos do Exeter College, mas desinteressou-se por este curso e começou a gastar mais tempo nos estudos de filologia, sendo orientado por Joseph Wright, um dos grandes pesquisadores britânicos desta ciência e grande conhecedor do tronco linguístico indo-europeu. Pediu transferência para a Honour School of English Language and Literature, onde teve uma notável melhoria de notas, devido ao seu interesse pela filologia germânica.
Desde criança já tinha conhecimentos de línguas clássicas como grego e o latim, e mais tarde com o espanhol. Sempre achou o italiano muito elegante e, é claro, o inglês e o anglo-saxão o fascinavam. O francês não o cativava tanto, apesar de ser (como ainda é) aclamada como uma belíssima língua. Quando se deparou com a língua finlandesa ele se encantou, e usou a sua gramática, juntamente com a galesa, como base para as línguas que mais tarde apareceriam em seus livros, pois são línguas de gramática complexa e vasto vocabulário. Línguas que seriam estudadas a fundo por muitos de seus fãs: o quenya, cujo exemplo máximo é expresso pelo poema Namárië, e o Sindarin, este último baseado no galês, as Línguas Élficas, todas movidas pelo som bonito (eufonia) e pela estética, como o "Repicar dos sinos" dizia ele.
Foi baseado nestas línguas que Tolkien começou a desenvolver o seu mundo. Para ele, primeiro vinha a palavra, depois a história. A composição para ele não era um passatempo (como foi 'acusado' na época), mas um trabalho filológico. Ele criou um mundo onde suas línguas pudessem ser faladas, e lendas para rodeá-las.
Tolkien, consciente da língua como um organismo mutável, totalmente relacionado com as histórias de um povo, afirmou certa vez que "o Volapuque, Esperanto, o Ido, o Novial, são línguas mortas, mais mortas do que antigas línguas sem uso, porque seus inventores jamais criaram lendas para acompanhá-las". Mais tarde afirmou num artigo sobre filologia: "meu conselho a todos que dispõem de tempo ou inclinação a se ocuparem com o movimento por uma língua internacional, seria: "Apoiem lealmente o Esperanto".
Criou várias outras línguas (como o Khûzdul e o Valarin), mas nenhuma tão elaborada quanto as duas élficas. Também desenvolveu alguns sistemas de escrita, as Angerthas (ou runas) e as Tengwar. Acreditava que uma língua bonita devia ter também um alfabeto elegante.
Além do inglês, Tolkien conhecia cerca de dezesseis outros idiomas (à exceção dos criados por ele mesmo) que eram os seguintes: grego antigo, latim, gótico, islandês antigo, sueco, norueguês, dinamarquês, anglo-saxão, médio inglês, alemão, neerlandês, francês, espanhol, italiano, galês e finlandês.
Quando O Hobbit foi traduzido para o islandês, Tolkien ficou encantado, porque, além de esta ser uma de suas línguas favoritas, ele achava que o livro combinaria muito com ela. Muitos nomes, como Gandalf, foram retirados do antigo islandês. Na época, o próprio Tolkien se ofereceu para fazer a tradução, ou ao menos supervisioná-la, quando sua obra foi publicada na Islândia pela primeira vez na língua local.

### Aversão à tecnologia

O Um Anel

Se por um lado Tolkien exerceu grande influência na era da informática, por outro, isso bate de frente com a visão nostálgica e radical do autor. Ele sempre foi avesso a trens, automóveis, televisão e comida congelada, à indústria em si. Tolkien acreditava que essa dominação e controle que a tecnologia moderna exerce sobre o Homem, mesmo que usadas para o bem, "trazem sofrimento à criação" (referindo-se ao seu Mundo Secundário). Este ponto de vista foi criado devido a sua experiência como veterano da Primeira Guerra Mundial e pai de rapazes que lutaram na Segunda Guerra Mundial, e ele não alimentava mais a ilusão do papel benéfico e salvador do desenvolvimento das tecnologias. Talvez, com esse pensamento, ele venha a colocar o problema da tecnologia no coração de O Senhor dos Anéis. O Um Anel é o instrumento máximo do poder. Poder esse que até Gandalf preferiu não arriscar, deixando o fardo para Frodo. E cabe ao pequeno hobbit o dilema da saga: ter o poder não é possuir o Um Anel, e sim destruí-lo. Frodo deve então renunciar ao poder porque ele corrompe. Só assim ele será capaz de destruir Sauron.

### A relação contrária a adaptações de suas obras
Ao longo de toda a vida, especialmente a partir de 1957, em várias oportunidades, Tolkien foi abordado por empresários e produtores de filmes. Porém, o professor de Oxford sempre se manteve contrário a adaptações de suas obras, até que, por pressão do seu editor e pela necessidade de dinheiro na época, acabou vendendo os direitos autorais de O Hobbit e O Senhor dos Anéis em 1969 para a United Artists.

### "Aqui, no fim de todas as coisas..."

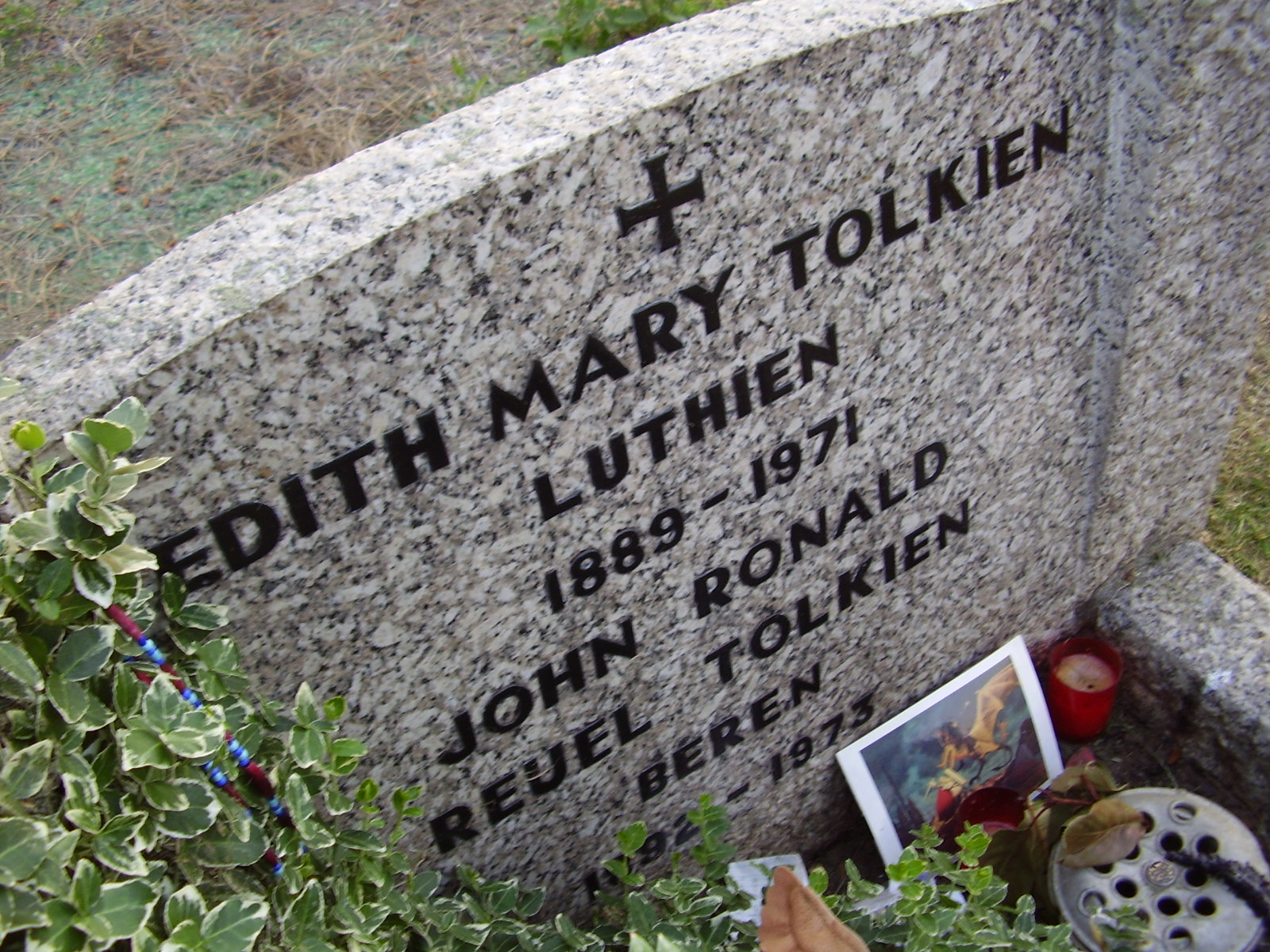
Túmulo de J. R. R. Tolkien e sua esposa no Cemitério de Wolvercote. Nele, as inscrições: Edith Mary Tolkien, Lúthien, 1889-1971. - John Ronald Reuel Tolkien, Beren, 1892-1973

Além de O Hobbit e O Senhor dos Anéis, foram publicados Sir Gawain and the Green Knight (1925), Mestre Gil de Ham (1949), As Aventuras de Tom Bombadil (1963), Smith of Wootton Major (1967) e Sobre Histórias de Fadas (1965). O escritor então se aposenta e junto de sua mulher se muda para Bournemouth. Com a morte de sua esposa em 19 de novembro de 1971, após 55 anos de casamento, Tolkien refugiou-se na solidão, em um apartamento na Universidade de Oxford. Numa carta ao seu filho Christopher, Tolkien escreveu sobre a sua esposa Edith Bratt, dizendo que "o cabelo dela era preto e sedoso, a pele clara, os olhos mais brilhantes do que os que vocês viram, e sabia cantar... e dançar. Mas a história estragou-se, e eu fiquei para trás, e não posso suplicar perante o inexorável Mandos".
No texto, Tolkien decide que no epitáfio de Edith estaria escrito "Lúthien", nome de uma personagem de O Silmarillion inspirada na esposa de Tolkien, como afirma o trecho da mesma carta: "é breve e simples [o epitáfio], a não ser por Lúthien, que tem para mim mais significado do que uma imensidão de palavras, pois ela era (e sabia que era) a minha Lúthien [...] Nunca chamei Edith de Lúthien, mas foi ela a fonte da história que, a seu tempo, se tornou parte de O Silmarillion".
Lúthien era elfa, imortal, mas se apaixona por um mortal, Beren. Ela então desiste da sua imortalidade. Ambos enfrentam muito para ficar juntos e, quando ele morre, Lúthien vai até os Palácios de Mandos, o guardião das Casas dos Mortos. Beren a aguardava nos Palácios, e ela canta diante de Mandos que, então, se comove, a única vez em toda sua existência, e permite que ambos voltem, como mortais. E assim foi. No túmulo, abaixo do nome Edith Tolkien está escrito Lúthien, que, nas histórias, é a mais bela das elfas, a mais bela dos Filhos de Ilúvatar. A história dos dois está contada na Balada de Leithian.
Em 1972, J. R. R. Tolkien recebeu o título de Doutor Honoris Causa em Letras da Universidade de Oxford, e conseguiu o seu último e mais importante título: a Ordem do Império Britânico, dada pela rainha Isabel II, uma das maiores honras britânicas.
No dia 28 de agosto de 1973, Tolkien sentiu-se mal durante uma festa, e na manhã do outro dia foi internado, com uma úlcera e hemorragia. No sábado descobriu-se que tinha uma infecção no peito. Aos 81 anos de idade, então, nas primeiras horas do domingo de 2 de setembro de 1973, J. R. R. Tolkien morre na Inglaterra. Enterrado junto com a esposa, no Cemitério de Wolvercote, no túmulo feito de granito da Cornualha, abaixo do seu nome há a inscrição Beren.
O obituário escrito no jornal The Sunday Times dizia: "Dois de Setembro de 1973, Londres. J. R. R. Tolkien, linguista, estudioso e autor de sucesso, faleceu hoje em Bournemouth. Tinha oitenta e um anos...."
Após a sua morte, o seu filho Christopher editou e publicou O Silmarillion em 1977, além de nos anos 1980 e anos 1990 lançar a série The History Of Middle-Earth, uma gigantesca coletânea dividida em doze volumes, e Unfinished Tales of Númenor and Middle-Earth. Os Filhos de Hurin (ou Os Filhos de Húrin ou Narn i hîn Húrin), lançado em 2007, é seu livro mais recentemente publicado, também baseados em manuscritos do autor J. R. R. Tolkien, seu pai.
Em 1992, ano em que Tolkien completaria 100 anos, duas árvores foram plantadas em seu tributo em Oxford pela Tolkien Society e pela Mythopoeic Society, grupos de leitores e estudiosos de sua obra.

## Arte
Tolkien aprendeu a pintar e desenhar quando criança e continuou a fazê-lo durante toda a sua vida adulta. Desde o início de sua carreira de escritor, o desenvolvimento de suas histórias foi acompanhado por desenhos e pinturas, principalmente de paisagens, e por mapas das terras onde os contos se passavam. Também produziu fotos para acompanhar as histórias contadas aos seus próprios filhos, incluindo aquelas posteriormente publicadas em Mr Bliss e Roverandom, e enviou-lhes cartas elaboradamente ilustradas alegando vir do Papai Noel. Embora se considerasse um amador, o editor usou a arte da capa do próprio autor, seus mapas e ilustrações de página inteira para as primeiras edições de O Hobbit. Ele preparou mapas e ilustrações para O Senhor dos Anéis, mas a primeira edição continha apenas os mapas, sua caligrafia para a inscrição no Um Anel e seu desenho a tinta das Portas de Durin. Muitas de suas obras de arte foram coletadas e publicadas em 1995 como um livro: J. R. R. Tolkien: Artist and Illustrator. O livro discute pinturas, desenhos e esboços de Tolkien e reproduz aproximadamente 200 exemplos de seu trabalho. Catherine McIlwaine foi curadora de uma grande exposição de obras de arte de Tolkien na Biblioteca Bodleiana, Tolkien: Maker of Middle-earth, acompanhada por um livro de mesmo nome que analisa as realizações de Tolkien e ilustra toda a gama de tipos de obras de arte que ele criou.

## Legado
Apesar de ter dado início em 1937 com O Hobbit, o livro infantojuvenil, foi somente após o lançamento da trilogia de "O Senhor dos Anéis" (1954-1955) que Tolkien passou a ser conceituado por milhões de fãs. Em 1996, uma pesquisa feita pela livraria londrina Waterstone's, que conta com mais de 200 lojas em toda Grã-Bretanha, em parceria com o canal de televisão Channel 4, elegeu O Senhor dos Anéis como o melhor livro do século e O Hobbit entre os vinte melhores. Uma outra pesquisa mais recente, datada de 2003, feita pela BBC, perguntando às pessoas qual o livro favorito delas, "O Senhor dos Anéis" ficou em primeiro, e "O Hobbit" em vigésimo quinto. Foram vendidos mais de 50 milhões de exemplares em vários países, traduzido para 34 idiomas, juntamente com legiões de fãs que se dedicam a ler e estudar a obra do autor.
O mundo artístico também foi muito influenciado por Tolkien. O cinema (principalmente a trilogia "O Senhor dos Anéis"), a música, o RPG (liderado pelo D&D), os desenhos animados, a literatura, as histórias em quadrinhos, os jogos de computador e até mesmo a Internet, com milhares de websites dedicados a sua obra sofreram inúmeras influências do escritor frequentemente aclamado como o maior autor do século XX em pesquisas de opinião.
John Ronald Reuel Tolkien foi membro da direção do New English Dictionary (1918-1920), professor de Língua Inglesa na Universidade de Leeds, na cátedra Rawlinson & Bosworth, posto ligado à Faculdade Pembroke (em Oxford) (1920-1925), professor de anglo-saxão (inglês arcaico) em Oxford (1925-1945) e professor de Língua e Literatura Inglesa em Merton (1945-1959), o que caracteriza um jeito próprio de lidar com os livros e a mitologia sempre presente em seus livros.
Mesmo com o sucesso de "O Senhor dos Anéis", Tolkien só se tornou uma celebridade por volta da década de 1960, especialmente nos campi das universidades.
Com autocolantes como "Frodo Vive" e "Gandalf para Presidente", os fãs se reuniam para celebrar Tolkien. O público nessa época era composto, quase sempre, por geeks da computação e hippies.
A criação de mundos complexos como a Terra-Média arejaram também a literatura ficcional, além de inaugurar um novo gênero literário, a literatura fantástica, algo de que Tolkien sentia falta na literatura. Muitos autores também criaram os seus mundos próprios e essa realidade virtual criada por Tolkien foi o elemento-chave para a ficção científica de Duna (de Frank Herbert), para a fantasia de A Cor da Magia (de Terry Pratchett).
Talvez até para o universo de Harry Potter de J. K. Rowling, tenha servido de base, apesar de Rowling gostar muito da obra tolkieniana, ter declarado:
Penso que, se deixarmos de lado o fato de que os livros falam de dragões, varinhas mágicas e magos, os livros de Harry Potter são muito diferentes, especialmente no tom. Tolkien criou toda uma mitologia. Não penso que alguém possa dizer que eu tenha feito isso.— J.K.Rowling
Além disso, o autor David Colbert escreveu em seu livro "O Mundo Mágico do Senhor dos Anéis":
Muitas pessoas tentam comparar J. R. R. Tolkien e J. K. Rowling só porque ambos contam histórias sobre mundos imaginários habitados por magos. Não há muita coisa semelhante entre suas histórias.— D. Colbert
Em 1974, Gary Gygax e Dave Anderson arranjaram uma maneira de interagir com esta realidade e criaram o Role-Playing Game (RPG) Dungeons & Dragons, um jogo de personificações com temas fantásticos, inspirados na Terra-Média de Tolkien. Com o RPG foi possível se aventurar no universo de orcs, anões, elfos, dragões e até hobbits, os Halflings do D&D, que mantêm muitas características dos hobbits com leves alterações. O RPG serviu de estímulo para o público explorar e conhecer novos mundos. A própria Terra-Média chegou a ter seu RPG, o MERP (Middle-Earth Role Playing), em 1982.
Na década de 1970, um hacker fã de Tolkien deu uma ajuda ao programador do arcaico RPG Adventure. Nos primórdios da rede, essas realidades virtuais ganharam uma versão em texto, batizadas de MUD (Multi-User Dungeon/Dimension, que em português soa algo como "Dimensão Multiusuários"). Todos têm em comum cenários fantásticos e referências às obras de Tolkien. A Internet teve papel importante na propagação dos trabalhos do autor. Através dela foi possível reunir fãs do mundo inteiro, que demonstram sua admiração e discutem a política, sociedade, as línguas, a biologia e a história da Terra-Média. Há milhares de sites dedicados aos trabalhos de Tolkien que trazem ensaios, poemas, fan-fictions (contos de ficção escritos por fãs), sátiras, críticas, notícias, grupos de estudos, de discussão, fóruns e humor.
Ao contrário dos "trekkers" e dos "star warriors", que aprovam e incentivam as sequências das obras originais em livros, filmes, seriados, produtos e histórias em quadrinhos, os fãs de Tolkien preferem manter seu próprio ponto de vista sobre a obra. Com uma visão muito pessoal e particular da saga de Frodo, os fãs não se arriscam a tocar na Terra-Média. E esse é um dos motivos que impediram uma proliferação ainda maior do legado do autor. A única exceção talvez seja o livro The Black Book of Arda, escrito por duas jovens russas no início dos anos 1990, que recontavam os acontecimentos de O Silmarillion, só que do ponto de vista dos vilões.
A influência de Tolkien também pode ser percebida nas mais diversas formas de artes. Pintores como John Howe, Roger Garland, Ted Nasmith, Alan Lee, Tim Kirk e os irmãos Hildebrandt entre outros figuram em enciclopédias ilustradas e centenas de galerias de imagens na Internet. 

### História em quadrinhos
Tolkien também marcou presença nas histórias em quadrinhos. Há influência dele em Bone, de Jeff Smith, e na mega-série Elfquest, que já tem mais de vinte anos de publicação e conta a história de um mundo recheado de elfos.

### Música
A obra do autor também marcou profundamente a música, principalmente estilos como o hard rock, o new age e variantes do heavy metal. Milhares de canções de bandas como Led Zeppelin, Blind Guardian, Marillion, a banda austríaca Summoning, que detém como principal temática a literatura de Tolkien, além da banda sueca Za Frûmi’s (que compôs uma música com uma versão modificada do idioma orc), Rush, Jethro Tull e outras, são creditadas como de alguma forma associadas às obras de Tolkien.

### Cinema e televisão
Em 1978, o animador britânico Ralph Bakshi (o mesmo de Super Mouse e Gato Felix) adaptou "O Senhor dos Anéis" para o cinema num longa-metragem de animação de duas horas. Outras duas obras de Tolkien viraram longas animados para a TV inglesa: O Hobbit (em 1977) e O Retorno do Rei (1980), ambas criadas para especiais de TV e dirigidas por Jules Bass, o mesmo produtor de Thundercats e Silverhawks e co-diretor do longa metragem Rudolph, a rena do Nariz Vermelho.
O desenho animado Caverna do Dragão e o filme Dungeons & Dragons foram baseados no RPG D&D, e por isso também pode-se dizer que foram influenciados pela obra de Tolkien.
Em 2011, foi anunciado que uma versão cinematográfica do livro Mirkwood: A Novel About JRR Tolkien, que narra de forma fácil a vida do autor, seria produzido e lançado em 2012.
Peter Jackson, um antigo fã de Tolkien, dirigiu três filmes da saga, produzidos simultaneamente (divididos do mesmo modo que os livros, lançados em 2001, 2002 e 2003), que lhe renderam 17 Óscares, 4 ao primeiro, 2 ao segundo e 11 concedidos ao terceiro, igualando-o aos recordes de Titanic e Ben-Hur. Em 2012, Peter Jackson lançou o filme O Hobbit: Uma Jornada Inesperada, que é a primeira de três partes em que a história original ficou dividida. Em 2013, é lançada a segunda parte: O Hobbit: A Desolação de Smaug, e em 2014 é lançada a terceira e última parte: O Hobbit: A Batalha dos cinco exércitos. Além disso, em 2022, a série "O Senhor dos Anéis: Os Anéis de Poder" estreou na Amazon Prime Video, trazendo uma nova adaptação do universo de Tolkien, situada na Segunda Era da Terra Média, milhares de anos antes dos eventos de "O Hobbit" e "O Senhor dos Anéis".

### Revista escolar de Oxfordshire
Em 1936, Tolkien publicou alguns trabalhos numa revista escolar em Oxfordshire, Abingdon Chronicle. Em 2016 foram redescobertos o «The Story of Kullervo» e dois poemas de "The Shadow Man" e "Noel".
O The Shadow Man, faz alusão a um homem solitário que viveu sob a sobra da Lua, enquanto o outro, Noel, menciona o senhor da neve.